# Халіл Мутлу
Халіл Мутлу (14 липня 1973 року) — турецький важкоатлет, триразовий олімпійський чемпіон, переможець та призер чемпіонатів світу.

## Біографія
Халіл Мутлу народився 14 липня 1973 року у Постнику, але ще в дитинстві повернувся до Туреччини. На Літніх Олімпійських іграх у Барселоні (1992) Халіл посів п'яте місце. Вже наступного року Мутлу став срібним призером чемпіонату світу в Мельбурні. У 1994 році важкоатлет став чемпіоном світу. На Олімпійських іграх в Атланті Халіл Мутлу вперше став олімпійським чемпіоном. Після перемоги в Атланті у 1996 році Мутлу ще чотири рази перемагав на чемпіонатах світу, а також завоював дві золоті нагороди на наступних Олімпійських іграх (Сідней (2000) та Афіни (2004)).

## Виступи на Олімпіадах
| Олімпіада      | Дисципліна | Місце |
| -------------- | ---------- | ----- |
| Барселона 1992 | до 52 кг   | 5     |
| Атланта 1996   | до 54 кг   | 1     |
| Сідней 2000    | до 56 кг   | 1     |
| Афіни 2004     | до 56 кг   | 1     |